# Lista de senhores de Mafra
Este anexo é composto por uma lista de Senhores de Mafra:
- D. Diogo Afonso de Sousa, (1303 -?), senhor de Mafra e Ericeira;
- D. Álvaro Dias de Sousa, (1330 -?), senhor de Mafra e Ericeira;
- D. Branca Dias de Sousa, (1340 -?), senhora de Mafra e Ericeira;
- D. João de Vasconcelos, senhor de Mafra;
- D. Lopo Dias de Sousa, (1350 -?), senhor de Mafra, Ericeira e Enxara dos Cavaleiros;
- D. Isabel Coutinho, (1410 -?), senhora de Mafra e Enxara de Cavaleiros;
- D. Violante de Castro, (1440 -?), senhora de Mafra;
- D. Afonso de Menezes e Vasconcelos, (1500 -?), senhor de Mafra
- D. João Luís de Vasconcelos e Menezes (1600 -?), senhor de Mafra.